# Eleccions a governador de Hokkaidō de 1951
Les eleccions a governador de Hokkaidō de 1951 (1951年北海道知事選挙, 1951-nen Hokkaidō Chiji Senkyo) foren unes eleccions per tal de renovar el càrrec de governador de Hokkaidō per un nou mandat de quatre anys i celebrades el 30 d'abril de 1951, dins del marc de les eleccions locals unificades del Japó de 1951. El triomfador fou el ja aleshores governador, Toshibumi Tanaka, del Partit Socialista del Japó (PSJ).
En aquests comicis només participaren dos candidats: l'aleshores governador, membre del PSJ i Torizō Kurosawa, industrial i candidat independent. Tot i l'alta participació, que suposava un fort augment respecte les primeres eleccions, el socialista Toshibumi Tanaka fou reelegit governador en derrotar per un relativament estret marge al candidat independent, Kurosawa.

## Candidats
| Candidat | Candidat         | Edat | Partit                     | Professió |
| -------- | ---------------- | ---- | -------------------------- | --------- |
|          | Toshibumi Tanaka | 39   | Partit Socialista del Japó | Polític   |
|          | Torizō Kurosawa  | 66   | Independent                | Empresari |

## Resultats
| Candidat     | Candidat         | Partit                     | Percentatges | Percentatges |
| Candidat     | Candidat         | Partit                     | Vots         | %            |
| ------------ | ---------------- | -------------------------- | ------------ | ------------ |
|              | Toshibumi Tanaka | Partit Socialista del Japó | 914.764      | 54,1         |
|              | Torizō Kurosawa  | Independent                | 777.421      | 45,9         |
| TOTAL        | TOTAL            |                            | 1.692.185    | n/a          |
| PARTICIPACIÓ | PARTICIPACIÓ     |                            | 1.735.826    | 81,17        |
| CENS         | CENS             |                            | 2.138.605    | 100          |